# Erling Stranden
Erling Stranden (* 3. Februar 1949) ist ein ehemaliger norwegischer Skispringer.
Stranden trat bei der Vierschanzentournee 1965/66 zu seinem ersten internationalen Turnier an. Dabei konnte er nach zwei 19. Plätzen in Oberstdorf und Innsbruck sowie einem 24. Platz in Partenkirchen den 10. Platz in Bischofshofen erreichen. Damit stand er am Ende auf dem 12. Platz der Tournee-Gesamtwertung. Bei der Norwegischen Meisterschaft 1966 in Rena von der Großschanze wurde er am Ende Sechster. 1969 in Raufoss gewann er die Norwegische Meisterschaft von der Großschanze. Er war damit nach drei Jahren der erste Skispringer, der Bjørn Wirkola auf der Großschanze schlagen konnte.
Stranden lebt heute in Kongsberg.